# Evi Goldbrunner
Evelyn Goldbrunner (* 4. Oktober 1975 in Landshut) ist eine deutsche Drehbuchautorin, Dramaturgin und Regisseurin.

## Leben
Goldbrunner wuchs in Bayern auf und absolvierte von 1995 bis 2001 an der Ludwig-Maximilians-Universität München ein Lehramtstudium und war nebenbei als freie Journalistin tätig. In dieser Zeit lernte sie Joachim Dollhopf kennen. 2002 ging sie nach Brandenburg und begann an der Hochschule für Film und Fernsehen „Konrad Wolf“ (jetzt Filmuniversität Babelsberg) ein Drehbuch-/Dramaturgie-Studium. Hier arbeitete sie bevorzugt mit dem befreundeten Dollhopf zusammen, mit dem sie seither mehrere Filme drehte.
Der siebenminütige Kurzfilm I don't feel like dancing, bei dem 2007 auch Robby Dannenberg am Drehbuch mitschrieb, gehört zum „Next Generation 2009“-Programm von german films. Der mehrfach ausgezeichnete Film wurde auf zahlreichen Filmfestivals in rund 40 Staaten aufgeführt und 2011 auf arte gezeigt. 2009 drehten Dollhopf und Goldbrunner mit WAGs ihren Abschlussfilm an der Filmuniversität Babelsberg, mit dem das Duo den First Steps Award in der Kategorie „Mittellanger Spielfilm“ gewann. Der Film hatte seine Weltpremiere auf den Hofer Filmtagen 2009 und wurde auf der Berlinale 2010 in der Perspektive deutsches Kino gezeigt.
2010 gründete sie mit Dollhopf die DramaQueen GmbH in Gosen-Neu Zittau. Hier ist sie als Geschäftsführerin für inhaltliche und konzeptionelle Entwicklung der Stoffentwicklungs-Software DramaQueen, mit deren Hilfe Film- und Serien-Dramaturgie ins digitale Zeitalter überführt werden.
Mit Auf Augenhöhe kam im September 2016 der erste Spielfilm des Duos in die Kinos. Der Film feierte seine Weltpremiere auf dem Kinder-Film&Fernsehfestival „Goldener Spatz“ und erhielt zahlreiche Preise auf nationalen und internationalen Festivals. Beim Deutschen Filmpreis 2017 wurde er als Bester Kinderfilm ausgezeichnet.
2016 übernahm sie eine Vertretungsprofessur an der Filmuniversität Babelsberg.
Sie ist Mitglied im Verband für Film- und Fernsehdramaturgie (VeDRA) und lebt in Potsdam. Mit Joachim Dollhopf hat sie eine gemeinsame Tochter.

## Auszeichnungen (Auswahl)
Für I don't feel like dancing:
- 2007: Cinema for Peace Talent Award
- 2008: „Best Short Fiction“, goEast Wiesbaden
- 2009: Murnau-Kurzfilmpreis[15]
- 2009: „Best Direction Award“ in der Kategorie „Mondo Corto“, Film Festival Internazionale Cortometraggio „Salento Finibus Terrae“, San Vito dei Normanni, Italien
- 2012: „Best short film on human rights“, International Rights Film Festival „Steps“, Charkiw, Ukraine[16]
- 2012: Gewinner „International Category“, Golden Halo Awards, „Script“ International Short Film Festival, Kerala, Indien

Für WAGs:
- 2009: First Steps Award in der Kategorie „Mittellanger Spielfilm“[17]

Für Auf Augenhöhe:
- 2016: Publikumspreis, Kinderfilmfest München auf dem 34. Filmfest München
- 2016: Jugend- und Kinderfilmpreis des Goethe-Instituts, 21. Internationales Filmfestival Schlingel
- 2016: Silver Gateway Award, 18th Mumbai Film Festival[18]
- 2016: Special Mention, Marburger Kinder- und Jugendfestival FINAL CUT
- 2016: Seminci Joven Award, 61st Semana Internacional de Cine de Valladolid
- 2016: Special Jury Award, 32rd Minsk International Film Festival „Listapad“
- 2016: Best Film in Section „I have Rights“, International Film Festival for Children and Young People Armenia
- 2016: Grand Prix, Okinawa Children’s Film Festival
- 2016: Kinder- und Jugendfilmpreis „Rakete“, 27. Kinofest Lünen
- 2016: Schülerfilmpreis 10+, 27. Kinofest Lünen
- 2016: „Most Uplifting Film“, International Disability Film Festival Breaking Down Barriers Moscow
- 2016: „Arthouse Cinemas Network Award“, 34th ALE KINO! International Young Audience Film Festival Poznan[19]
- 2016: Special Mention, KINOdiseea International Children’s Film Festival Bucharest
- 2016: „Best Story“, SMILE International Film Festival New Delhi[20]
- 2017: Youth 4 German Cinema Award, 21st Berlin & Beyond Film Festival San Francisco
- 2017: “Best of Festival”, PTFF „Picture this... film Festival“ Calgary[21]
- 2017: “Best Drama Over 30 Minutes”, PTFF „Picture this... film Festival“ Calgary
- 2017: Best Feature Film, International Children’s Film Festival Bangladesh[22]
- 2017: Bester Kinderfilm, Preis der deutschen Filmkritik
- 2017: Kids Jury Award 2017, Luxembourg Film Festival[23]
- 2017: Prix spécial, 20th Montreal International Children’s Film Festival
- 2017: Golden Wings Jury Feature Film Award – Runner Up, 18th Leeds Young Film Festival[24]
- 2017: Auszeichnung „Rauch-frei-Siegel“ durch das Aktionsbündnis Nichtrauchen (ABNR) und die Stiftung Deutsche Krebshilfe[25]
- 2017: Bester Kinderfilm, Deutscher Filmpreis 2017
- 2017: Main Prize – Best Feature film, KINOLUB International Children’s and Youth Film Festival Poland
- 2017: 2nd Best Feature (International Live Action), 20th International Children’s Film Festival India GOLDEN ELEPHANT (ICFFI)[26]
- 2017: Kindertiger Drehbuchpreis (vergeben von Vision Kino und KiKA)[27]
- 2017: Castello D’Argento Award, Castellinaria – 30° Festival internazionale del cinema giovane Bellinzona
- 2017: UNICEF Award, Castellinaria – 30° Festival internazionale del cinema giovane Bellinzona
- 2017: Best International Feature Film, Torrecinos Film Festival (Tofifes) Panama
- 2017: Mohaq Best Feature Film Award, Ajyal Youth Film Festival Doha[28]
- 2018: Award for Best Film, KinoKino International Film Festival for Children Zagreb[29]
- 2018: Audience Award, KinoKino International Film Festival for Children Zagreb[30]
- 2018: Audience Award, 28th Europees Jeugdfilmfestival Vlaanderen Belgium[31]
- 2018: CINI Award for Best Film, CINI International Children’s Film Festival Lima
- 2018: Best Film Award, WONDERFEST Bucharest
- 2018: Grand Prix – Children Jury Award, WONDERFEST Bucharest

## Filmografie
- 2001: Trocken (Kurzfilm; Drehbuch und Regie zusammen mit Dollhopf)
- 2002: Durst (Kurzfilm; Drehbuch und Regie zusammen mit Dollhopf)
- 2005: Majella (Kurzfilm; Drehbuch und Regie zusammen mit Dollhopf)
- 2007: I don't feel like dancing (Kurzfilm; Drehbuch und Regie zusammen mit Dollhopf; Mitarbeit am Drehbuch: Robby Dannenberg)
- 2009: WAGs (TV-Spielfilm; Drehbuch und Regie zusammen mit Dollhopf)
- 2016: Auf Augenhöhe (Kinofilm; Drehbuch und Regie zusammen mit Dollhopf)

## Schriften
- zusammen mit anderen: Das antike Drama – Politik auf der Bühne bei Aischylos, Euripides, Sophokles und Aristophanes. Aus der Reihe Science Factory, GRIN Verlag, München 2014. ISBN 978-3-95687-126-9 (online)